# John Clarkin
John Clarkin (ur. 3 kwietnia 1872, zm. ?) – szkocki piłkarz, który występował na pozycji napastnika.
W przeciągu swojej kariery piłkarskiej grał między innymi w Glasgow Thistle, Newton Heath i Blackpool.